# Omar Nahuel
Omar Nahuel Garrido (Rancagua, 28 de septiembre de 1936-Santiago de Chile, 19 de junio de 1969) fue un pianista y músico de jazz chileno, considerado como una de las figuras gravitantes del jazz moderno en su país durante la década de 1960.
Con estudios de música clásica, Nahuel desarrolló un jazz moderno y elegante. Se trasladó a Santiago en 1958, donde se integró al Club de Jazz de Santiago. En 1959 formó su primer grupo musical, un trío acústico con Alfonso Barrios en el contrabajo y Sergio Meli en la batería, banda con la que actuó permanentemente en radio Cooperativa, integrando a la lady crooner Sophie Brown.
Un año después, formó un cuarteto inspirado en la música de los pianistas norteamericanos Bud Powell, Bill Evans y Lennie Tristano: el «Nahuel Jazz Quartet», integrado además por el saxofonista Patricio Ramírez, el contrabajista Alfonso Barrios y el baterista Orlando Avendaño. Con su grupo, participó como banda incidental de la obra teatral «Sabor a miel», de la compañía Ictus. Su banda protagonizó dos de los hitos más importantes de la historia del jazz local: la primera grabación en vivo de un concierto de jazz en 1962 y la grabación del primer disco de larga duración realizada por un conjunto de jazz chileno en 1963. El disco, homónimo al nombre del cuarteto, se grabó en mayo de 1963, con Patricio Lara como invitado, un clarinetista por entonces llamado el «Eric Dolphy chileno», incluyendo las canciones «Serenata» (de Leroy Anderson), «A taste of honey» (de Bobby Scott), «Donna Lee» (de Charlie Parker), y «Tranquilo», que fue compuesta tras una calurosa discusión entre sus autores, Ramírez y Lara.
En 1963 se presentó con gran éxito en el Festival Internacional de Jazz de Mar del Plata. Ese año levantó un nuevo club de jazz en la calle Agustinas del centro de Santiago, que se transformaría en un escenario alternativo  al jazz tradicional y vería un desfile de varios músicos jóvenes involucrados con el jazz de vanguardia.
En 1965, editó con su cuarteto un segundo disco larga duración, esta vez con Barrios en contrabajo, Mario Escobar (hijo) en saxofón y Jaime Farfán en batería. Nahuel fue punto de partida para nuevas agrupaciones musicales que utilizarían el formato de trío acústico más saxofón alto, como los Chilean Jazz Messengers (del pianista Miguel Sacaan) y el Village Trío (del entonces también pianista Roberto Lecaros).
Nahuel falleció en 1969, con apenas 33 años, a consecuencia de un accidente automovilístico mientras viajaba a la filial de su club de jazz en Viña del Mar.